# Манджия
Манджия (също манджа и мандиджа) е номадска етническа група, населяваща Централна Африка, най-вече Централноафриканската република, където са 13% от населението. Няколко хиляди живеят в Камерун. Броят им е около 250 хиляди души. Говорят на езика манза, класифициран като Нигер-конгоански език.
Групата няма истински политически лидер, а тяхното събиране (при война или друг конфликт) може да бъде решено от някой от местните водачи.
Силно са представени в Централноафриканската република, където често се свързват с групата на Гбая, тъй като в миналото са имали общи ловни територии. Географски са разположени в централната и североизточните части на страната, недалеч от границата с Чад.
Бившият премиер на Централноафриканската република Ели Доте е от тази етническа група.

## Източнии
1. ↑  CIA World Factbook //    Архивиран от оригинала на 2020-08-31. Посетен на 2011-06-11.